# ハシゴマン
『ハシゴマン』は、TOKYO MXで2011年10月13日から2013年3月28日にかけて毎週木曜日23:30 - 24:00（E!TV枠）で放送されていたバラエティ番組（グルメ番組）。

## 概要
- 2011年4月から半年間放送された『キャワコレTV』に続き、アンジャッシュの渡部建が司会を務める。「ハシゴマスター」という第三者からの指令の下、渡部が「ハシゴマン」となり、芸人（ハシゴボーイまたはハシゴレディ）と女性ゲスト（ハシゴガール）各1名を連れて東京都内にある居酒屋[1]の聖地を訪れ、安くておいしい居酒屋をハシゴするというもの[2]。番組のタイトルも梯子酒から来ている。
- 渡部は以前から自身のブログでプライベートでの居酒屋巡りを紹介しており、ブログの内容がそのまま番組になるという珍しいケースである[3]。
- 2本撮りで進行しており、そのことについては渡部が番組内で言及している。
- 2013年5月9日から同年6月20日までの期間限定で毎週木曜日24:00 - 24:30に再放送された。

## テーマソング/BGM
1960年代や1970年代に流行した洋楽が使われている。使われた楽曲は以下の通り。
テーマソング
- マーサ&ザ・ヴァンデラス『ダンシング・イン・ザ・ストリート』（番組開始〜2012年3月）

BGM
第1回
- ザ・ニュー・ヴォードヴィル・バンドの『ウインチェスターの鐘』

第2回
- フォー・トップスの『アイ・キャント・ヘルプ・マイ・セルフ』
- リン・アンダーソンの『ローズ・ガーデン』
- テンプテーションズの『マイ・ガール』

第3回
- ラヴィン・スプーンフルの『魔法を信じるかい』

第4回
- ジェファーソン・エアプレインの『あなただけを（Somebody To Love）』
- グラス・ルーツの『今日を生きよう』
- ヤング・ラスカルズの『グルーヴィン（Groovin）』

第5回
- ジョージ・マハリスの『ルート66』
- マーヴィン・ゲイの『マーシー・マーシー・ミー』

第6回
- アルバート・ハモンドの『カリフォルニアの青い空』
- B.J.トーマスの『雨にぬれても』
- 映画『ティファニーで朝食を』から『ムーン・リバー』
- エモーションズの『ベスト・オブ・マイ・ラブ』

第7回
- ヴァン・マッコイの『ハッスル』

第8回
- ザ・モンキーズの『アイム・ア・ビリーヴァー』
- ハミルトン・ジョー・フランク&レイノルズの『恋のかけひき』
- カスケーズの『悲しき雨音』
- トム・ジョーンズの『思い出のグリーングラス』

第9回
- ジョニー・レイの『雨に歩けば』
- パット・ブーンの『砂に書いたラブレター』

第10回
- ザ・ビートルズの『レディ・マドンナ』
- ラヴィン・スプーンフルの『サマー・イン・ザ・シティ』

第15回
- ザ・ビーチ・ボーイズの『カリフォルニア・ガールズ』

第22回
- ザ・モンキーズの『恋の終列車』

第23回
- カウシルズの『雨に消えた初恋』

第24回
- オーティス・レディングの『ドック・オブ・ザ・ベイ』・など

## 出演者
- 渡部建（アンジャッシュ）

ハシゴボーイ&ハシゴレディ（芸人）
- 前番組同様渡部と同じプロダクション人力舎所属の芸人が出演。

| 名前         | グループ名       | 出演回                                                             |
| ------------ | ---------------- | ------------------------------------------------------------------ |
| 飯塚悟志     | 東京03           | 立石、門前仲町、五反田、大森、神泉、渋谷、柴又、小村井、曳舟       |
| 豊本明長     | 東京03           | 出演機会なし                                                       |
| 角田晃広     | 東京03           | 早稲田、中井                                                       |
| 大水洋介     | ラバーガール     | 学芸大学、祐天寺、本所吾妻橋、とうきょうスカイツリー               |
| 飛永翼       | ラバーガール     | 高田馬場、四谷三丁目                                               |
| いけだてつや | 元三福星         | 赤羽、東十条、江戸川橋、飯田橋、亀有、金町                         |
| 大久保佳代子 | オアシズ         | 北千住、町屋、亀戸、鐘ヶ淵、代田橋、三軒茶屋、日暮里、西日暮里     |
| 光浦靖子     | オアシズ         | 板橋、王子、恵比寿、中目黒、月島、木場                             |
| 虻川美穂子   | 北陽             | 茅場町、神田、高円寺、阿佐ヶ谷、荻窪、中野、武蔵小山               |
| 伊藤さおり   | 北陽             | 練馬、江古田                                                       |
| 鈴木拓       | ドランクドラゴン | 蒲田、大井町、池袋、大塚、新橋、熊野前、赤土小学校前、立会川、三田 |
| 塚地武雅     | ドランクドラゴン | 浅草、浅草橋、東高円寺、新中野、四ッ谷、原宿                       |
| アイアム野田 | 鬼ヶ島           | 小岩、堀切菖蒲園前、錦糸町、両国                                   |
| おおかわら   | 鬼ヶ島           | 小岩、堀切菖蒲園前、錦糸町、両国                                   |
| 和田貴志     | 鬼ヶ島           | 小岩、堀切菖蒲園前、錦糸町、両国                                   |
| 柴田英嗣     | アンタッチャブル | 野方、沼袋                                                         |
| 山崎弘也     | アンタッチャブル | 出演機会なし                                                       |
| 早出明弘     | 元ニッケルバック | お花茶屋、青砥                                                     |
| 小木博明     | おぎやはぎ       | 上野、秋葉原                                                       |
| 矢作兼       | おぎやはぎ       | 大山、ときわ台                                                     |
| 児嶋一哉     | アンジャッシュ   | 八王子（南口）、八王子（北口）                                     |

ナレーター（オープニングのみ）
- 蒲田健

## 放送リスト
| 回           | 訪れた区または市 | 地名                    | 路線名 | ハシゴボーイ （ハシゴレディ） | ハシゴガール               |
| ------------ | ---------------- | ----------------------- | --- | ----------------------------- | -------------------------- |
| 1            | 葛飾区           | 立石                    | 京成押上線（京成立石） | 飯塚悟志                      | 西田美歩                   |
| 61           | 葛飾区           | 立石                    | 京成押上線（京成立石） | 飯塚悟志                      | 西田美歩                   |
| 2            | 江東区           | 門前仲町                | 東京メトロ東西線・都営地下鉄大江戸線 | 飯塚悟志                      | 加藤沙耶香                 |
| 3            | 目黒区           | 学芸大学                | 東急東横線 | 大水洋介                      | 里海                       |
| 4            | 目黒区           | 祐天寺                  | 東急東横線 | 大水洋介                      | Erina                      |
| 5            | 北区             | 赤羽                    | 京浜東北線、宇都宮線、高崎線、埼京線 湘南新宿ライン | いけだてつや                  | 松本さゆき                 |
| 6            | 北区             | 東十条                  | 京浜東北線 | いけだてつや                  | 田中涼子                   |
| 7            | 足立区           | 北千住                  | 東武スカイツリーライン、常磐線、東京メトロ千代田線、日比谷線                                                                                           | 大久保佳代子                  | 小林さり                   |
| 8            | 荒川区           | 町屋                    | 京成本線、常磐線、東京メトロ千代田線、都電荒川線（町屋駅前）                                                                                           | 大久保佳代子                  | 吉木りさ                   |
| 9            | 中央区           | 茅場町                  | 東京メトロ東西線、日比谷線 | 虻川美穂子                    | 遼河はるひ                 |
| 10           | 千代田区         | 神田                    | 山手線、京浜東北線、中央線快速、東京メトロ銀座線 | 虻川美穂子                    | 佐藤さくら                 |
| 11           | 大田区           | 蒲田                    | 京浜東北線、東急池上線、東急多摩川線 京急本線、空港線（京急蒲田）                                                                                      | 鈴木拓                        | SILVA                      |
| 12           | 品川区           | 大井町                  | 京浜東北線、東急大井町線、東京臨海高速鉄道りんかい線                                                                                                   | 鈴木拓                        | 中上真亜子                 |
| 13           | 江戸川区         | 小岩                    | 総武線各駅停車 | 鬼ヶ島                        | 吉永実夏                   |
| 14           | 葛飾区           | 堀切菖蒲園前            | 京成本線 | 鬼ヶ島                        | 里海                       |
| 15           | 品川区           | 五反田                  | 山手線、東急池上線、都営地下鉄浅草線 | 飯塚悟志                      | 伊藤かずえ                 |
| 16           | 大田区           | 大森                    | 京浜東北線 | 飯塚悟志                      | 伊藤かずえ                 |
| 17           | 台東区           | 浅草                    | 都営地下鉄浅草線、東京メトロ銀座線、東武スカイツリーライン つくばエクスプレス                                                                          | 塚地武雅                      | 緑川静香                   |
| 18           | 台東区           | 浅草橋                  | 都営浅草線、総武線各駅停車 | 塚地武雅                      | 青山レイラ                 |
| 19           | 江東区           | 亀戸                    | 総武線各駅停車、東武亀戸線 | 大久保佳代子                  | 折井あゆみ                 |
| 20           | 墨田区           | 鐘ヶ淵                  | 東武スカイツリーライン | 大久保佳代子                  | 中島愛里                   |
| 21           | 杉並区           | 阿佐ヶ谷                | 中央快速線、総武線各駅停車 | 虻川美穂子                    | 菅原沙樹                   |
| 22           | 杉並区           | 高円寺                  | 中央快速線、総武線各駅停車 | 虻川美穂子                    | 小林恵美                   |
| 23           | 中野区           | 野方                    | 西武新宿線 | 柴田英嗣                      | 浦浜アリサ                 |
| 24           | 中野区           | 沼袋                    | 西武新宿線 | 柴田英嗣                      | 辺見えみり                 |
| 25           | 豊島区           | 池袋                    | 山手線、埼京線（湘南新宿ライン）、西武池袋線、東武東上本線 東京メトロ丸ノ内線、有楽町線、副都心線                                                      | 鈴木拓                        | 秋谷綾乃                   |
| 26           | 豊島区           | 大塚                    | 山手線、都電荒川線（大塚駅前） | 鈴木拓                        | 鈴木あや                   |
| 27           | 葛飾区           | お花茶屋                | 京成本線 | 早出明弘                      | 森山愛子                   |
| 28           | 葛飾区           | 青砥                    | 京成本線 | 早出明弘                      | あびる優                   |
| 29           | 練馬区           | 練馬                    | 西武池袋線、有楽町線、豊島線、都営地下鉄大江戸線 | 伊藤さおり                    | 池田夏希                   |
| 30           | 練馬区           | 江古田                  | 西武池袋線、都営地下鉄大江戸線 | 伊藤さおり                    | 河西美希                   |
| 31           | 板橋区           | 板橋                    | 埼京線 | 光浦靖子                      | 佐々木麻衣                 |
| 32           | 北区             | 王子                    | 京浜東北線、東京メトロ南北線、都電荒川線（王子駅前）                                                                                                   | 光浦靖子                      | 日向泉                     |
| 33           | 渋谷区           | 神泉                    | 京王井の頭線 | 飯塚悟志                      | 奈津子･亜希子              |
| 34           | 渋谷区           | 渋谷                    | 山手線、埼京線（湘南新宿ライン）、東急東横線、田園都市線 京王井の頭線、東京メトロ銀座線、半蔵門線、副都心線                                            | 飯塚悟志                      | 瀬戸早妃                   |
| 35           | 新宿区           | 高田馬場                | 山手線、西武新宿線、東京メトロ東西線 | 飛永翼                        | 比嘉バービィ               |
| 36           | 新宿区           | 四谷三丁目              | 東京メトロ丸ノ内線 | 飛永翼                        | 遠野なぎこ                 |
| 37           | 世田谷区         | 代田橋                  | 京王線 | 大久保佳代子                  | 戸田れい                   |
| 38           | 世田谷区         | 三軒茶屋                | 東急田園都市線、世田谷線 | 大久保佳代子                  | 麻倉みな                   |
| 39           | 文京区           | 江戸川橋                | 東京メトロ有楽町線 | いけだてつや                  | 片岡明日香                 |
| 40           | 千代田区         | 飯田橋                  | 総武線各駅停車、東京メトロ東西線、有楽町線、都営地下鉄大江戸線                                                                                         | いけだてつや                  | 樋浦舞花・結花             |
| 41           | 港区             | 新橋                    | 山手線、京浜東北線、東海道線、横須賀・総武快速線 東京メトロ銀座線、都営地下鉄浅草線、新交通ゆりかもめ                                                  | 鈴木拓                        | 菅野結以                   |
| 42           | 港区             | 新橋                    | 山手線、京浜東北線、東海道線、横須賀・総武快速線 東京メトロ銀座線、都営地下鉄浅草線、新交通ゆりかもめ                                                  | 鈴木拓                        | 今野杏南                   |
| 43           | 渋谷区           | 恵比寿                  | 山手線、埼京線（湘南新宿ライン）、東京メトロ日比谷線                                                                                                   | 光浦靖子                      | マイコ                     |
| 44           | 目黒区           | 中目黒                  | 東急東横線、東京メトロ日比谷線 | 光浦靖子                      | 亜里沙、マイコ             |
| 45           | 墨田区           | 錦糸町                  | 総武線各駅停車、横須賀・総武快速線、東京メトロ半蔵門線                                                                                                 | 鬼ヶ島                        | 中村静香                   |
| 46           | 墨田区           | 両国                    | 総武線各駅停車、都営地下鉄大江戸線 | 鬼ヶ島                        | 葉加瀬マイ                 |
| 47           | 台東区           | 上野                    | 山手線、京浜東北線、常磐線、東北本線（上野東京ライン）、高崎線、 東北・秋田・山形・上越・北陸新幹線、 京成本線（京成上野）、東京メトロ銀座線、日比谷線 | 小木博明                      | 小松彩夏                   |
| 48           | 千代田区         | 秋葉原                  | 山手線、京浜東北線、総武線各駅停車、つくばエクスプレス 東京メトロ日比谷線                                                                              | 小木博明                      | 井澤エイミー               |
| 49           | 荒川区           | 熊野前                  | 日暮里・舎人ライナー、都電荒川線 | 鈴木拓                        | 西舘さをり                 |
| 50           | 荒川区           | 赤土小学校前            | 日暮里・舎人ライナー | 鈴木拓                        | バネッサ                   |
| 51           | 八王子市         | 八王子南口              | 中央快速線、八高線、横浜線、京王線（京王八王子） | 児嶋一哉                      | 川原真琴                   |
| 52           | 八王子市         | 八王子北口              | 中央快速線、八高線、横浜線、京王線（京王八王子） | 児嶋一哉                      | なし                       |
| 53           | 杉並区           | 東高円寺                | 東京メトロ丸ノ内線 | 塚地武雅                      | 森下悠里                   |
| 54           | 中野区           | 新中野                  | 東京メトロ丸ノ内線 | 塚地武雅                      | 南まりか                   |
| 55           | 墨田区           | 本所吾妻橋              | 都営浅草線 | 大水洋介                      | AeLL. （篠崎愛、西恵利香） |
| 56           | 墨田区           | とうきょう スカイツリー | 東武スカイツリーライン | 大水洋介                      | 松嶋初音                   |
| 57           | 葛飾区           | 亀有                    | 常磐線 | いけだてつや                  | 市川紗椰                   |
| 58           | 葛飾区           | 金町                    | 常磐線、京成金町線（京成金町） | いけだてつや                  | 馬越幸子                   |
| 59           | 新宿区           | 早稲田                  | 東京メトロ東西線、都電荒川線 | 角田晃広                      | 小池唯                     |
| 60           | 新宿区           | 中井                    | 西武新宿線、都営地下鉄大江戸線 | 角田晃広                      | 中村ゆり                   |
| 62           | 品川区           | 立会川                  | 京急本線 | 鈴木拓                        | 辰巳奈都子                 |
| 63           | 港区             | 三田                    | 都営地下鉄浅草線、三田線、山手線、京浜東北線（田町）                                                                                                   | 鈴木拓                        | 石田ニコル                 |
| 64           | 葛飾区           | 柴又                    | 京成金町線 | 飯塚悟志                      | 篠原真衣                   |
| 65           | 新宿区           | 四ツ谷                  | 中央快速線、総武線各駅停車、東京メトロ丸ノ内線、南北線                                                                                                 | 塚地武雅                      | 白石みき                   |
| 66           | 渋谷区           | 原宿                    | 山手線、東京メトロ千代田線、副都心線（明治神宮前） | 塚地武雅                      | ラブリ                     |
| 67           | 杉並区           | 荻窪                    | 中央快速線、総武線各駅停車、東京メトロ丸ノ内線 | 虻川美穂子                    | 佐野光来                   |
| 68           | 中野区           | 中野                    | 中央快速線、総武線各駅停車、東京メトロ東西線 | 虻川美穂子                    | 夏美                       |
| 69           | 荒川区           | 日暮里                  | 山手線、京浜東北線、京成本線、日暮里・舎人ライナー | 大久保佳代子                  | 平田薫                     |
| 70           | 荒川区           | 西日暮里                | 山手線、京浜東北線、東京メトロ千代田線、日暮里・舎人ライナー                                                                                           | 大久保佳代子                  | 鈴木あきえ                 |
| 71           | 中央区           | 月島                    | 東京メトロ有楽町線、都営地下鉄大江戸線 | 光浦靖子                      | 熊切あさ美                 |
| 72           | 江東区           | 木場                    | 東京メトロ東西線 | 光浦靖子                      | 徳光実鈴                   |
| 73           | 墨田区           | 小村井                  | 東武亀戸線 | 飯塚悟志                      | 新垣里沙                   |
| 74           | 墨田区           | 曳船                    | 東武スカイツリーライン、京成押上線 | 飯塚悟志                      | ノーマ                     |
| 75           | 板橋区           | 大山                    | 東武東上本線 | 矢作兼                        | 高橋ユウ                   |
| 76           | 板橋区           | ときわ台                | 東武東上本線 | 矢作兼                        | 高松リナ                   |
| 77（最終回） | 品川区           | 武蔵小山                | 東急目黒線 | 虻川美穂子                    | 小玉ゆうい                 |

### ルール
- 1つの街につき、訪れる居酒屋は3軒まで(開始前にハシゴマスターからの指令メールが渡部の下に届く)。ただし、前述の通り2本撮りであるため、渡部とハシゴボーイ(またはハシゴレディ)は2つの街で6軒ハシゴしなければならない。
- 最初の1杯(主にビールや焼酎など)を頼んだ後、お勧めの食べ物を注文するが、飲み物同様、原則として1品しか注文できない。 ただし、酒を飲んでいることもあり、その流れで他の飲み物や食べ物を追加注文する光景が見られ、ルール無視の状態で進行するケースが多い。
- 完飲、完食した際には「ハシゴマン・フィニッシュ」というポーズを全員しなければならない。
- 焼き鳥やもつ煮込み(ちなみに初回の立石での1軒目で頼んだのはおでんだった)を頼むケースが多いが、場合によって店主からのお勧めをいただくこともある(第2回の門前仲町での1軒目のからすみなど)。

## レギュラー放送局
| 放送対象地域   | 放送局          | 系列      | 放送時期                       | 放送時間           | 備考         |
| -------------- | --------------- | --------- | ------------------------------ | ------------------ | ------------ |
| 東京都         | TOKYO MX        | 独立UHF局 | 2011年10月13日 - 2013年3月28日 | 木曜 23:30 - 24:00 | E!TV枠       |
| 岡山県・香川県 | 山陽放送（RSK） | TBS系列   | 2012年4月7日 - 2015年3月6日    | 平日深夜不定期放送 | 番組穴埋め枠 |
| 宮城県         | 東北放送（TBC） | TBS系列   | 2013年6月25日 - 2015年1月      | 火曜 25:13 - 25:43 |              |

## スタッフ
- 構成：安部裕之、カツオ、あないかずひさ
- CAM：五十嵐陽
- 音声：村本達弥
- 音効：福永真弓
- メイク：中本沙織
- MA：船木優
- 協力：スウィッシュ・ジャパン、イーナスタジオ、アートメイク・トキ、ZACK
- AP：相沢直、坂本加恵
- ディレクター：久野和洋、坂本健一郎
- プロデューサー：長尾真（ケイマックス）、杉山剛、佐野弘明
- 制作協力：プロダクション人力舎、K-max
- 製作著作：SonyMusic

## DVD
- 発売元はアニプレックス。

| 巻  | 発売日         | タイトル                                 | 収録内容                 | 規格番号 |
| --- | -------------- | ---------------------------------------- | ------------------------ | -------- |
| 1st | 2012年11月21日 | ハシゴマンVol.1 京成線編                 | 立石、町屋、堀切菖蒲園前 |          |
| 2nd | 2012年11月21日 | ハシゴマンVol.2 東武スカイツリーライン編 | 浅草、北千住、鐘ヶ淵     |          |
| 3rd | 2013年1月21日  | ハシゴマンVol.3 総武線編                 | 秋葉原、浅草橋、亀戸     |          |
| 4th | 2013年1月21日  | ハシゴマンVol.4 京浜東北線編             | 新橋、神田、上野         |          |
| 5th | 2013年3月27日  | ハシゴマンVol.5 山手線編                 | 恵比寿、渋谷、原宿       |          |
| 6th | 2013年3月27日  | ハシゴマンVol.6 東京メトロ東西線編       | 門前仲町、早稲田、茅場町 |          |

※2012年11月15日放送分（金町編）のオープニングにて、渡部から第4弾（Vol.7、Vol.8）までの発売が決定しているとコメントしていたが、Vol.7、Vol.8とも発売には至っていない。